# Stolberg (Rheinland) Hauptbahnhof
Der Keilbahnhof Stolberg (Rheinl) Hbf liegt an der Bahnstrecke Köln–Aachen und ist der größte Personen- und Güterbahnhof der Stadt Stolberg (Rhld.) in der Städteregion Aachen in Nordrhein-Westfalen.

## Geschichte

### 19. Jahrhundert

Eisenbahnentwicklung im 19. Jahrhundert in Stolberg

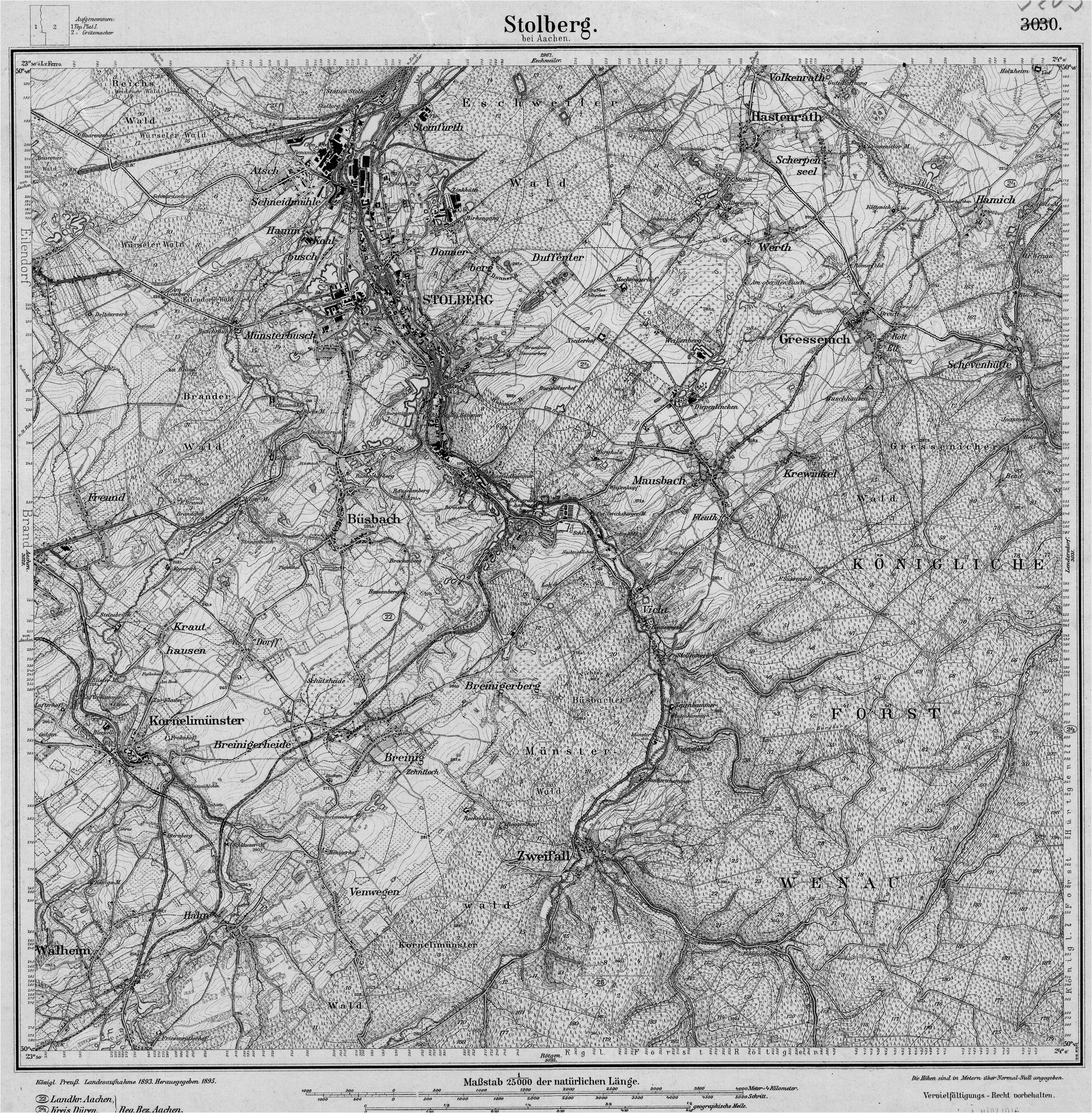
Stolberg um 1900

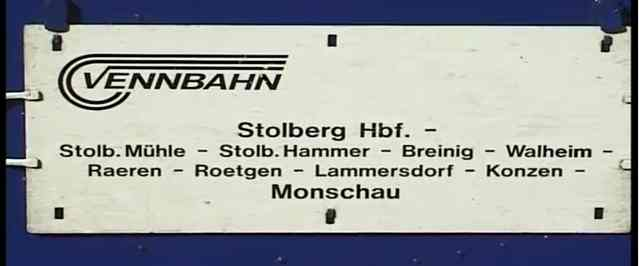
Zugschild eines Sonderzugs des Vereins Vennbahn e. V. über die Strecke Stolberg–Walheim nach Monschau, 1998

1841 erhielt Stolberg an der damals eingleisigen Eisenbahnstrecke Köln–Aachen den Haltepunkt Station Stolberg auf Eilendorfer bzw. später Eschweiler Gebiet etwa einen Kilometer von der nördlichen Stolberger Stadtgrenze entfernt, da das Stolberger Tal ungünstig gelegen ist und eine nähere Streckenführung unmöglich machte. Der abwegig gelegene Haltepunkt wurde auf Druck der Stolberger Industrie von dem Betreiber der Strecke, der Rheinischen Eisenbahn-Gesellschaft, eingerichtet und diente als Umschlagplatz für Eschweiler Steinkohle und Stolberger Industrieprodukte sowie Gepäck-, Vieh- und auch Personentransporte.
Ab 1846 stiegen in Stolberg die bis dahin geringen Personentransporte aufgrund von Neuerungen und Vergünstigungen im Tarifsystem. Der Gütertransport expandierte stetig. 1849 erfolgten Ausbauten mit neuen Gleisanlagen. Bis 1850 lag die Anzahl der jährlichen Beförderungen bei etwa 24.000 Personen. Die Importmenge lag bei etwa 41.000 Zentnern, und der Export machte um die 185.000 Zentner aus. Nach diesen und anderen Ausbauten in den Folgejahren besaß die Station 1855 insgesamt circa 1,2 Kilometer Gleise, zehn Weichen und zwei Wagendrehscheiben.
Am 11. Dezember 1867 eröffnete die Rheinische Eisenbahn-Gesellschaft nur für Güterverkehr eine Strecke Stolberg–Stolberg Spiegelmanufaktur mit 1,4 Kilometern Länge. Sie wurde 1880 verstaatlicht und am 15. September 1881 von den preußischen Staatseisenbahnen bis Stolberg-Hammer (2,4 Kilometer), am 21. Dezember 1889 bis Walheim verlängert (11 Kilometer), wo sie mit der am 1. Juli 1885 eröffneten Strecke (Aachen-Rothe Erde–)Walheim–Raeren(–Monschau) zusammentrifft. Heute wird dieser Abschnitt wie auch die in Rothe Erde beginnende Strecke als Vennbahn bezeichnet.

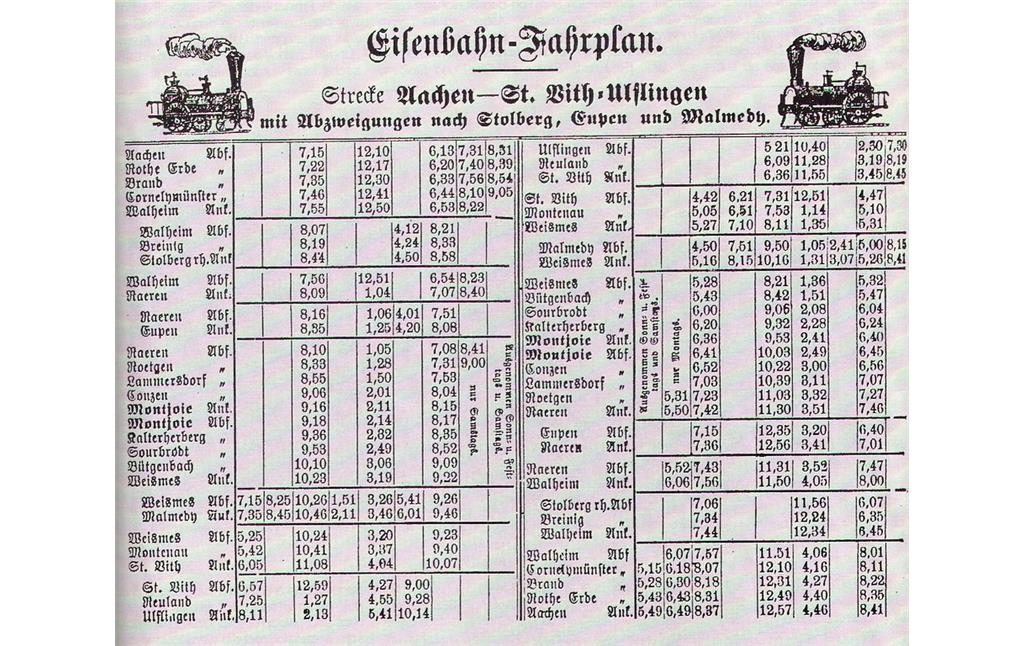
Fahrplan um 1890 in historischer 12-Stunden-Zählung mit Umsteigen in Walheim nach/von Eupen

Eine Erweiterung der Strecke Mönchengladbach–Eschweiler-Aue der Bergisch-Märkischen Eisenbahn-Gesellschaft (BME) bis Stolberg folgte 1875. Der Bahnhof „Stolberg BME“ lag dabei nur wenige hundert Meter südlich des Bahnhofs „Stolberg RhE“ an der Strecke Köln–Aachen der Rheinischen Eisenbahn-Gesellschaft, heute Stolberg (Rheinland) Hauptbahnhof.
Eine weitere Strecke, die Bahnstrecke Stolberg–Münsterbusch, führte nach Münsterbusch. Die Bahnverbindung wurde 1887 von der Rheinischen Eisenbahn-Gesellschaft in Betrieb genommen und nach 1980 vollständig entfernt.
Zwischen 1886 und 1888 wurde das heutige Gebäude des damaligen Bahnhofs Stolberg (Rheinisch) (kurz Stolberg (Rh)) von den Preußischen Staatseisenbahnen errichtet. Es ersetzte die bisherigen drei Empfangsgebäude für die vier verschiedenen Strecken. 1935 kam der Bahnhof an die Stadt Stolberg und heißt seitdem Stolberg (Rheinl) Hauptbahnhof. Das erste Bahnhofsgebäude lag östlich des heutigen Hauptbahnhofs, da die Trasse der Strecke Köln–Aachen in diesem Bereich versetzt zur heutigen verlief, und war über die Probsteistraße erschlossen. 1888 wurden die Anlagen der übernommenen Privatbahnen zusammengeführt und mit dem heutigen Bahnhofsgebäude an der Rhenaniastraße versehen. Die durch ihre Entwicklung aus mehreren Bahnhofsanlagen komplexe Anlage wurde für den reibungslosen Betrieb in die Bezirke I bis VI eingeteilt. Sie wurde am 16. Oktober 1888 als Keilbahnhof eröffnet und besaß Bahnsteige für die Strecken Köln–Aachen, Herzogenrath–Alsdorf–Stolberg und Stolberg–Kohlscheid, teilweise als Stumpfgleise, auf der nördlichen sowie für die Strecke nach Walheim auf der südlichen Seite.
Im Bahnhofsgebäude waren Dienstwohnungen und das Stolberger Postamt 2 untergebracht. Im Nebengebäude fanden sich Spritzenhaus und Toilettenräume. 1897 wurde eine nötige Erweiterung der Schalterhalle geschaffen. Ein 1899 errichtetes Dienstgebäude neben dem Bahnhof wich 1986 einem neuen Zentralstellwerk. Auf der rechten Gebäudeseite wurde 1910 der Postflügel um einen Anbau erweitert, womit der Bau sein heutiges Erscheinungsbild erhielt. Nach Beschädigungen des Zweiten Weltkriegs fehlen die wilhelminischen Schmuckelemente. Die Schalterhalle ist seit den 1980er Jahren geschlossen.

### 20. Jahrhundert

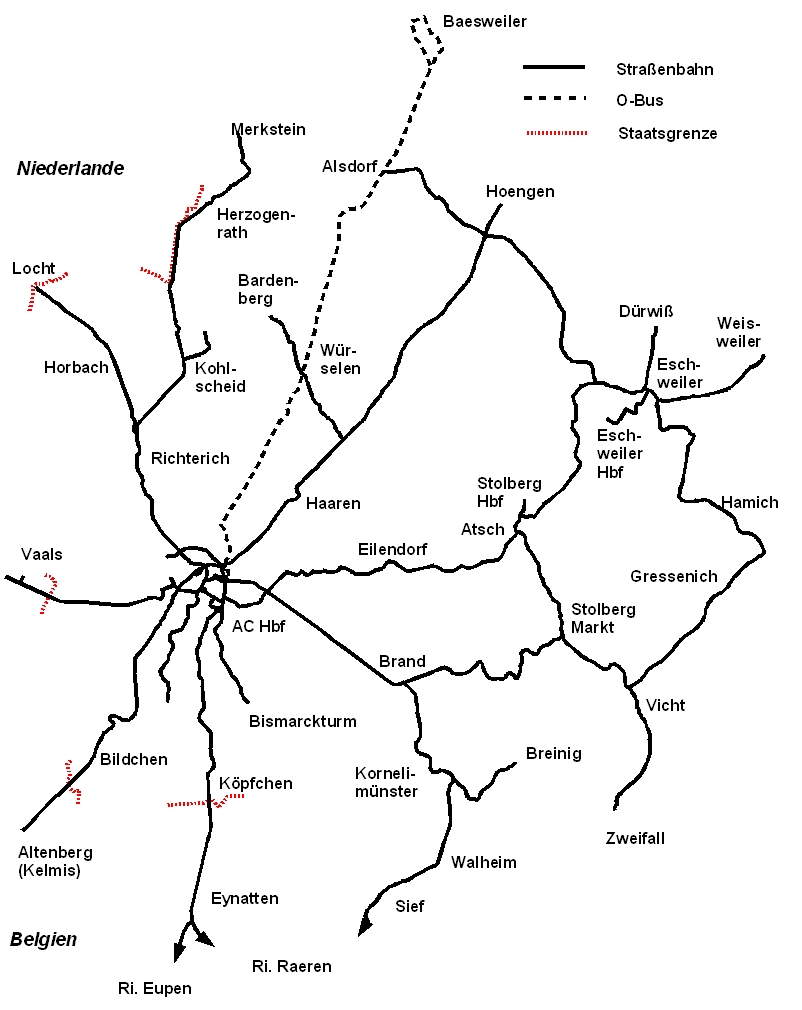
Ehemalige Einbindung des Stolberger Hbf in das Straßenbahnnetz der ASEAG

1935 wurde das Gebiet um den Hauptbahnhof zusammen mit einigen Stadtteilen aus der Stadt Eschweiler in die Stadt Stolberg (Rhld.) ausgemeindet.
Am 31. Dezember 1962 wurde der Personenverkehr Stolberg–Walheim und 1991 der durchgehende Güterverkehr Stolberg-Hammer–Raeren (B) eingestellt. Bis dahin war der Bahnhof auf dieser Strecke für Waren aus Belgien der Zollbahnhof.

Lokschild des Bahnbetriebswerk Stolberg

Dem Rangierbahnhof und dem Bahnhofsgelände war das Stolberger Eisenbahnbetriebswerk angegliedert, das um 1885 auf dem ehemaligen Bahnhofsgelände Stolberg Velau an der Münsterbachstraße entstand und Lokomotiven und Personal zur Durchführung der Güterverkehre und Personenverkehre stellte. Am 28. Februar 1978 wurde das Bahnbetriebswerk Stolberg als eigene Dienststelle aufgelöst und wurde Außenstelle des Bw Aachen. 1983 wurde aus der Außenstelle des Bw Aachen der Stützpunkt Stolberg. Das Betriebswerk wurde endgültig geschlossen und die Anlagen abgebrochen.
Von 1881 bis 1959 war der Stolberger Hauptbahnhof auch an das Streckennetz der Aachener Straßenbahn angeschlossen. Bis 1897 erfolgte der Betrieb der vom Hauptbahnhof bis zum Markt weitgehend parallel zur Strecke nach Walheim laufenden Straßenbahn mit Pferden, danach elektrisch. 1898 wurde die Straßenbahn nach Vicht (damals Gemeinde Gressenich) verlängert, 1910 bis Zweifall (damals Kreis Montjoie). 1959 wurde die Straßenbahn stillgelegt, der Betrieb der Linie 8 wurde durch Busse übernommen. Seither ist der Hauptbahnhof in das Busnetz der ASEAG eingebunden.

### 21. Jahrhundert

Streckennetz EVS 2017

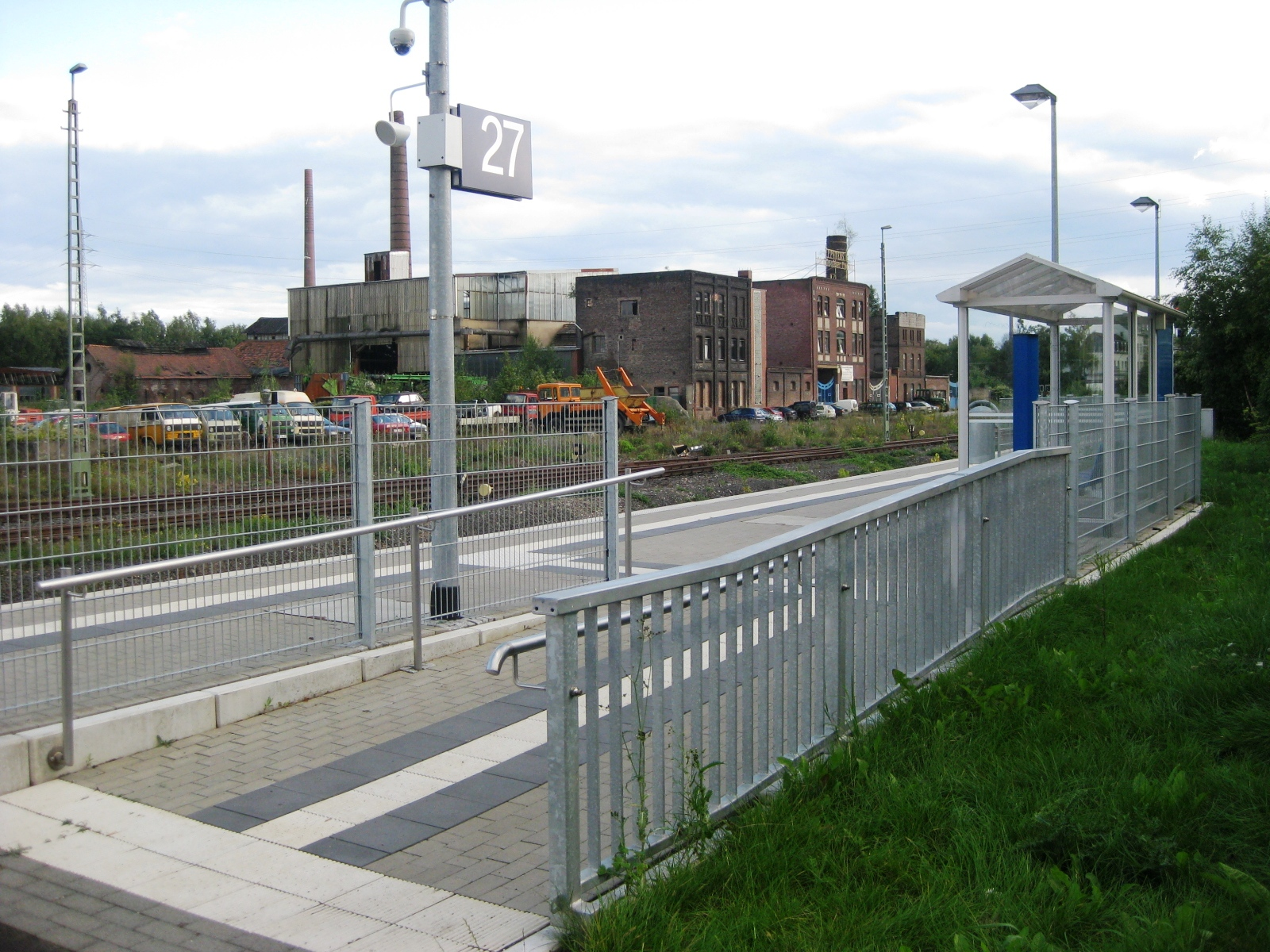
Neuer Bahnsteig an Gleis 27

Im Jahr 2001 wurde der Betrieb der Euregiobahn zwischen Heerlen und Stolberg Altstadt aufgenommen. Seit der Betriebsaufnahme der Euregiobahn nach Weisweiler im Jahr 2005 ist Stolberg Hauptbahnhof ein wichtiger Knotenpunkt im Euregiobahn-Netz. 2009 wurde für die Züge von und nach Stolberg Altstadt ein neuer Bahnsteig am südlich des Empfangsgebäudes gelegenen Gleis 27 errichtet. Im Juni 2010 übernahm die EVS Euregio Verkehrsschienennetz (EVS) den Stolberger Hauptbahnhof inklusive Empfangsgebäude. Lediglich das Fahrdienstleiterstellwerk und die durchgehenden Hauptgleise verblieben im Eigentum der Deutschen Bahn. Daraufhin wurden im selben Jahr die Oberleitungsnetze im Bahnhof zwischen dem Teil der Deutschen Bahn und dem der EVS getrennt. Ebenfalls 2010 begannen umfangreiche Restaurierungsarbeiten am Empfangsgebäude, das zur Betriebszentrale für das neue elektronische Stellwerk der EVS umgebaut wurde, welches seit Juni 2012 in Betrieb ist. 2012 wurde der Bahnsteig am Gleis 43 auf 760 Millimeter über Schienenoberkante erhöht. Seit 2017 wird der DB-Teil des Bahnhofs saniert. Im Zuge dieser Arbeiten wurde auch der Bahnsteig an den Gleisen 1 und 2 auf 760 Millimeter angehoben. Die Unterführung zum Bahnsteig wurde durch eine Brücke ersetzt, die als Skywalk bezeichnet wird. Hierzu wurde im Februar 2017 zunächst eine provisorische Brücke errichtet und die nicht mehr benötigte Unterführung im Juni 2018 verfüllt. Der Skywalk ist über Treppen und Aufzüge erreichbar, um den Stolberger Hauptbahnhofs barrierefrei zu machen. Im Sommer 2019 wurde der Skywalk freigegeben, auch ein direkter Zugang zum Parkhaus wurde geschaffen. Die zunächst fehlenden Aufzüge wurden nachgerüstet und sind seit Frühjahr 2020 in Betrieb. Der provisorische Steg wurde im Oktober 2019 abgerissen.
Bis voraussichtlich 2028 soll für die Deutsche Bahn im Bahnhof ein Digitales Stellwerk entstehen. Zuvor war ein Elektronisches Stellwerk geplant.

## Streckenanbindung
Der Stolberger Hauptbahnhof ist Verknüpfungspunkt mehrerer ehemaliger und noch existierender Eisenbahnstrecken.
- Die Schnellfahrstrecke Köln–Aachen führt von Osten zunächst durch den Güterbahnhof und anschließend durch den Personenbahnhof nach Westen.
- Ebenfalls von Osten führt die Bahnstrecke Mönchengladbach–Stolberg (Eschweiler Talbahn) in den Bahnhof.
- Von Nordwesten kommt die Bahnstrecke Stolberg–Herzogenrath (Ringbahn), die zunächst die Strecke Köln–Aachen westlich unterquert, um dann südlich der Hauptgleise in den Bahnhof einzufädeln.
- Von dieser Strecke zweigte an der Abzweigstelle Quinx zwischen Stolberg und Würselen-Merzbrück die heute nicht mehr existierende Bahnstrecke Stolberg–Kohlscheid ab.
- Die fünfte Strecke ist die Bahnstrecke Stolberg–Walheim, die den Bahnhof auf der südlichen Seite des Empfangsgebäudes verlässt und es so gemeinsam mit der Strecke Köln–Aachen einkeilt.
- Nach Südwesten führte früher die Bahnstrecke Stolberg–Münsterbusch.

## Personenverkehr
Im Stolberger Hauptbahnhof halten die Personenzüge folgender Linien des Schienenpersonennahverkehrs:
| Linie      | Linienverlauf | Takt                                                                         |
| ---------- | --- | ---------------------------------------------------------------------------- |
| RE 1 (RRX) | NRW-Express: Aachen Hbf – Aachen-Rothe Erde – Eilendorf (ein Zugpaar) –Stolberg (Rheinl) Hbf – Eschweiler Hbf – Langerwehe – Düren – Horrem – Köln-Ehrenfeld – Köln Hbf – Köln Messe/Deutz – Köln-Mülheim – Leverkusen Mitte – Düsseldorf-Benrath – Düsseldorf Hbf – Düsseldorf Flughafen – Duisburg Hbf – Mülheim (Ruhr) Hbf – Essen Hbf – Wattenscheid – Bochum Hbf – Dortmund Hbf – Dortmund-Scharnhorst (nicht stündlich, im Wechsel mit Nordbögge) – Dortmund-Kurl – Kamen-Methler – Kamen – Bönen-Nordbögge (nicht stündlich, im Wechsel mit Dortmund-Scharnhorst) – Hamm (Westf) Hbf Stand: Fahrplanwechsel Dezember 2023 | 60 min                                                                       |
| RE 9       | Rhein-Sieg-Express: Aachen Hbf – Aachen-Rothe Erde – Stolberg (Rheinl) Hbf – Eschweiler Hbf – Langerwehe – Düren – Horrem – Köln-Ehrenfeld – Köln Hbf – Köln Messe/Deutz – Porz (Rhein) – Troisdorf – Siegburg/Bonn – Hennef (Sieg) – Eitorf – Herchen – (Dattenfeld –)* Schladern (Sieg) – (Rosbach (Windeck) –)* Au (Sieg) – (Etzbach –)* Wissen (Sieg) – (Niederhövels – Scheuerfeld (Sieg) –)* Betzdorf (Sieg) – Kirchen – Brachbach (– Niederschelden – Eiserfeld (Sieg))* – Siegen Hbf * Halt einzelner Züge im Nacht- und Berufsverkehr Stand: Fahrplanwechsel Dezember 2023 | 60 min                                                                       |
| RB 20      | Euregiobahn: Stolberg (Rheinl) Hbf – Eschweiler-St. Jöris – Alsdorf-Poststraße – Alsdorf-Mariadorf – Alsdorf-Kellersberg – Alsdorf-Annapark – Alsdorf-Busch – Herzogenrath August-Schmidt-Platz – Herzogenrath-Alt-Merkstein – Herzogenrath – Kohlscheid – Aachen West – Aachen Schanz – Aachen Hbf – Aachen-Rothe Erde – Eilendorf – Stolberg (Rheinl) Hbf hier Flügelung; Zugteil 1: – Eschweiler-West – Eschweiler Talbahnhof/Raiffeisenplatz – Eschweiler-Nothberg – Eschweiler-Weisweiler – Langerwehe – Düren; Zugteil 2: – Stolberg (Rheinl) Hbf (Gleis 27) – Stolberg-Schneidmühle – Stolberg Mühlener Bahnhof – Stolberg-Rathaus – Stolberg-Altstadt (aufgrund von Hochwasserschäden fahren die Züge nur bis Stolberg Rathaus. Schienenersatzverkehr findet weiterhin zwischen Stolberg Hbf und Eschweiler Talbahnhof statt) Stand: 30. April 2023 | 60 min (Stolberg Hbf–St. Jöris–AL-Annapark) 30 min 60 min (Langerwehe–Düren) |
| S 19       | Aachen Hbf – Aachen-Rothe Erde – Stolberg (Rheinl) Hbf – Eschweiler Hbf – Langerwehe – Düren – Merzenich – Buir – Sindorf – Horrem – Frechen-Königsdorf – Köln-Weiden West – Köln-Lövenich – Köln-Müngersdorf Technologiepark – Köln-Ehrenfeld – Köln Hansaring – Köln Hbf – Köln Messe/Deutz – Köln Trimbornstraße – Köln Frankfurter Straße – Köln/Bonn Flughafen – Porz-Wahn – Spich – Troisdorf – Siegburg/Bonn – Hennef (Sieg) Stand: Fahrplanwechsel Dezember 2023 | zwei Züge im Nachtverkehr                                                    |

Eine betriebliche Besonderheit ist die Flügelung der Euregiobahn im Stolberger Hauptbahnhof. Die Trennung erfolgt dabei am Bahnsteig von Gleis 43, der vordere Zugteil fährt auf der Eschweiler Talbahn weiter nach Langerwehe bzw. Düren, der hintere wendet im Güterbahnhof und fährt mit erneutem Halt am Bahnsteig Gleis 27, nach Stolberg-Altstadt weiter. In der Gegenrichtung werden die beiden Zugteile in einem technisch entsprechend ausgerüsteten Gleis (Beifahranlage) im Güterbahnhof gekuppelt und fahren anschließend gemeinsam in den Personenbahnhof. Hierbei hält der Zugteil aus Stolberg-Altstadt erst an Gleis 27, fährt zum Wenden und Kuppeln in den Güterbahnhof und von dort mit Halt an Gleis 1 weiter nach Aachen. Abends, samstagnachmittags und an Sonn- und Feiertagen wird nur in ganz wenigen Fällen geflügelt und gekuppelt.

## Güterverkehr

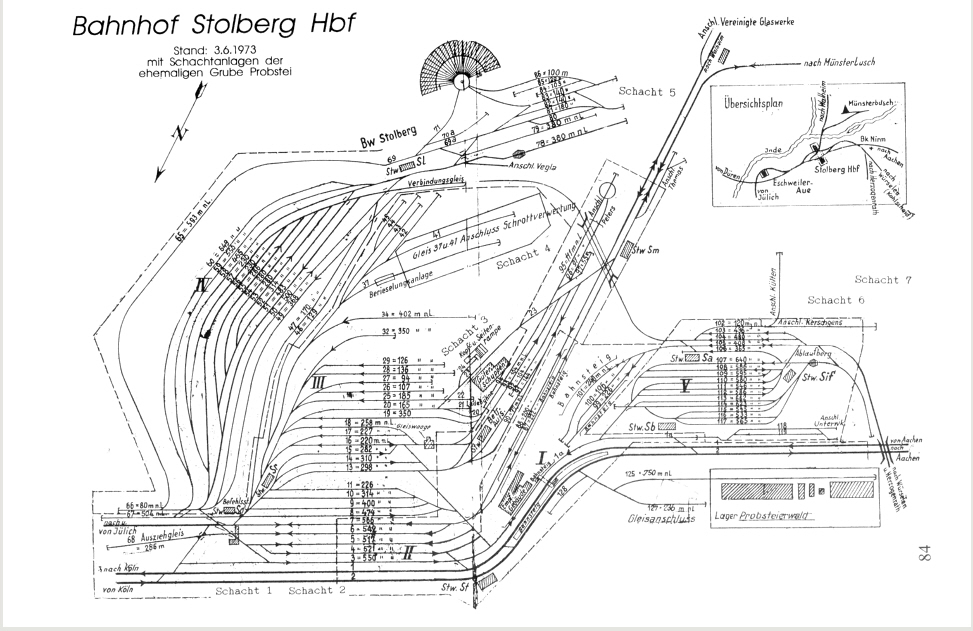
Nicht maßstabsgetreue Darstellung der Gleisanlagen im Jahre 1973

1927 verließen täglich bis zu 2000 Waggons den Bahnhof. Am Bahnhof und im Betriebswerk waren über 600 Eisenbahnbeschäftigte tätig. Es gab ein Zollamt. In den 1930er Jahren zählte der Bahnhof zu den Größten in Deutschland.
Im Güterverkehr hat der Bahnhof für die Region aufgrund der Strecke zum Kraftwerk Weisweiler (Eschweiler Talbahn) Bedeutung. Im Jahr 2011 betrug der Güterumschlag ca. 1,5 Millionen Tonnen mit steigender Tendenz. Berzelius Stolberg, das Eschweiler Röhrenwerk, Unternehmen mit eigenem Gleisanschluss in den Bahnhöfen Stolberg Altstadt und Eschweiler-Aue, und die Firma Schwermetall Halbzeugwerk mit Bedienung über die Bahnstrecke Stolberg–Walheim waren 2011 die größten Kunden. Die EVS Euregio Verkehrsschienennetz (EVS) plant als Infrastrukturunternehmen auch die Reaktivierung des Güterbahnhofs. In Stolberg verfügt die EVS im Güterbahnhof über 20 Kilometer Gleise.
Im östlichen Güterbahnhof waren 2013 28 Gleise als Abstell- und Umschlaggleise nutzbar.
Im westlichen Teil sollen weitere Gleise wieder in Betrieb genommen werden. Im Güterbahnhof entsteht der Euregio Railport. Auf rund fünf Hektar bietet der Güterbahnhof 35 Gleis- und Abstellanlagen mit einer Gesamtlänge von rund 14 Kilometer für den Umschlag an. Hinzu kommen Flächen in Camp Astrid, Eschweiler-Aue und Merzbrück. Im ehemaligen Bezirk IV haben die EVS und die Dürener R.A.T.H. im September 2018 dazu 28.000 Quadratmeter provisorisch hergerichtet. Die Entwicklung der Infrastruktur soll bis 2025 realisiert sein. Weitere Gleise und Umschlagmöglichkeiten werden im Bereich des Bahnhofs Eschweiler-Aue realisiert. Ab Januar 2019 sollen aus Italien und Kroatien kommende Vorprodukte für das Eschweiler Röhrenwerk ESW, die zurzeit noch im Stolberger Güterbahnhofsbereich V in der Atsch (an der Haldenstraße) umgeschlagen und per Lkw ins Röhrenwerk geliefert werden, im Bahnhof Eschweiler-Aue umgeladen werden. Der dortige Güterbahnhof wurde hierfür durch die EVS saniert und eine großflächige Verladezone geschaffen. Die RTB Cargo, das Gütertransportunternehmen der R.A.T.H. Holding, transportiert aktuell Bleierz von Vlissingen nach Stolberg.
2025 wurde bekannt, dass die Aachener Waggonfabrik Talbot  dort investieren und auf rund 50.000 Quadratmetern eine neue Halle mit 220 Metern Länge baut – die größte in der langen Firmengeschichte. Hier sollen künftig unter anderem moderne S-Bahnen und ICE-Züge gewartet und modernisiert werden. Die Firma Aixrail, die nebenan eine eigene Halle baut, will dort Dieselloks überholen und modernisieren. Dazu ist wieder ein Anschluss an das vorhandene Schienennetz erforderlich.

## Busverkehr
Die AVV-Buslinien 38 und 42 der ASEAG bieten Verbindungen nach Stolberg-Mitte, Atsch und Vicht.
| Linie | Verlauf |
| ----- | --- |
| 38    | Stolberg Altstadt – Stolberg Mühlener Bf – Atsch Dreieck – Stolberg Hbf |
| 42    | (Schevenhütte →) Gressenich Kapelle – Krewinkel – Mausbach – Fleuth – / (Zweifall – Münsterau –) Vicht – Breinigerberg – Breinig – Dorff – Büsbach – Liester – Münsterbusch – Zinkhütter Hof – Stolberg Mühlener Bf – (Velau – Stolberg Hbf) / (Birkengang – Stolberg Hans-Böckler-Straße) |

## Trivia
Auf Grund der unmittelbaren Nähe des Vegla-Polders und der Kläranlage Steinfurt sowie der Abraumhalde der Kali Chemie, herrschte – besonders an warmen Tagen – auch am Bahnhof ein unangenehmer Geruch. Bauliche Maßnahmen am Vegla-Polder, der Halde Rhenania sowie Einleitung des Saubachs in die Kläranlage Steinfurt bzw. in eine Behandlungsanlage für Sickergewässer (aus dem Vegla-Polder) auf dem nördlichen Firmengelände von Saint-Gobain Glass Deutschland, die 2007 in Betrieb genommen wurde, haben die Geruchsbelästigungen verringert.